# Macropholidus annectens
Macropholidus annectens — вид ящірок родини гімнофтальмових (Gymnophthalmidae). Ендемік Еквадору.

## Поширення і екологія
Macropholidus annectens мешкають в провінції Лоха на півдні Еквадору. Вони живуть у вологих і сухих гірських тропічних лісах, трапляються на узліссях. Зустрічаються на висоті від 2000 до 3400 м над рівнем моря.

## Збереження
МСОП класифікує цей вид як такий, що перебуває під загрозою зникнення. Macropholidus annectens загрожує знищення природного середовища.